# Шапел Ортмал
Шапел Ортмал (фр. Chapelle-Orthemale) насеље је и општина у централној Француској у региону Центар (регион), у департману Ендр која припада префектури Шаторо.
По подацима из 2011. године у општини је живело 130 становника, а густина насељености је износила 7,74 становника/km². Општина се простире на површини од 16,8 km². Налази се на средњој надморској висини од 150 метара (максималној 151 m, а минималној 111 m).

## Демографија
| 1962. | 1968. | 1975. | 1982. | 1990. | 1999. | 2011. |
| ----- | ----- | ----- | ----- | ----- | ----- | ----- |
| 107   | 154   | 141   | 115   | 109   | 95    | 130   |

График промене броја становника у току последњих година